# Nicholas Stoller
Nicholas Stoller (Londra, 19 marzo 1976) è uno sceneggiatore e regista britannico naturalizzato statunitense.

## Biografia
Stoller nasce a Londra, in Inghilterra, 19 marzo del 1976 in una famiglia ebraica, figlio di Eric C. Stoller, un dirigente bancario, e di Phyllis Stoller, un'agente di viaggi. Ha un fratello, Matt. Cresciuto a Miami (in Florida), Stoller ha frequentato le scuole presso il collegio St. Paul's, istituto del New Hampshire affiliato alla Chiesa Episcopale, dove è stato uno dei pochi studenti ebrei.
Tra il 2000 e il 2001, Stoller è stato uno degli sceneggiatori della serie televisiva di breve vita di Judd Apatow Undeclared, mentre, nel 2005, è stato autore, assieme allo stesso Apatow, della sceneggiatura della commedia con protagonisti Jim Carrey e Téa Leoni Dick e Jane - Operazione furto, remake del film del 1977 Non rubare... se non è strettamente necessario di Ted Kotcheff e con George Segal e Jane Fonda. Dopo aver poi partecipato alla sceneggiatura della commedia con Jim Carrey Yes Man, debutta alla regia con il film Non mi scaricare, una commedia romantica scritta da Jason Segel ed interpretata, oltreché dallo stesso Segel, da Kristen Bell, Mila Kunis, Jonah Hill e Russell Brand.
Nel 2010 torna dietro la macchina da presa per dirigere la commedia In viaggio con una rock star, una sorta di sequel-spin-off di Non mi scaricare, in cui Russell Brand riveste, stavolta però in qualità di protagonista, i panni dell'eccentrica rockstar Aldous Snow, affiancato da Jonah Hill, qui in un diverso ruolo, Elisabeth Moss, Rose Byrne e Sean "Puff Daddy" Combs.
Sempre nel 2010 è coautore della sceneggiatura di I fantastici viaggi di Gulliver, adattamento con Jack Black de I viaggi di Gulliver di Jonathan Swift. Inoltre sta scrivendo assieme a Jason Segel la sceneggiatura per un nuovo film dei Muppet per la Disney.

### Vita privata
Stoller incontrò la compagna Francesca Delbanco in un laboratorio di drammaturgia per i laureati di Harvard nel 2001. Si sono sposati con una cerimonia ebraica nel settembre del 2005. Hanno una figlia.

## Filmografia

### Regista
- Non mi scaricare (Forgetting Sarah Marshall) (2008)
- In viaggio con una rock star (Get Him to the Greek) (2010)
- The Five-Year Engagement (2012)
- Cattivi vicini (Neighbors) (2014)
- Cattivi vicini 2 (Neighbors 2: Sorority Rising) (2016)
- Cicogne in missione (Storks) (2016) - co-diretto con Doug Sweetland
- Bros (2022)

### Sceneggiatore
- Dick e Jane - Operazione furto (Fun with Dick & Jane), regia di Dean Parisot (2005)
- Yes Man, regia di Peyton Reed (2008)
- In viaggio con una rock star (Get Him to the Greek), regia di Nicholas Stoller (2010)
- I fantastici viaggi di Gulliver (Gulliver's Travels), regia di Rob Letterman (2010)
- I Muppet (The Muppets), regia di James Bobin (2011)
- The Five-Year Engagement, regia di Nicholas Stoller (2012)
- Muppets 2 - Ricercati (Muppets Most Wanted), regia di James Bobin (2014)
- Sex Tape - Finiti in rete (Sex Tape), regia di Jake Kasdan (2014)
- Zoolander 2, regia di Ben Stiller (2016)
- Cattivi vicini 2 (Neighbors 2: Sorority Rising) (2016)
- Cicogne in missione (Storks) (2016)
- Capitan Mutanda - Il film (Captain Underpants: The First Epic Movie), regia di David Soren (2017) - voce
- The Carmichael Show – serie TV (2015-2017)
- Compagni di università (Friends from College) – serie TV (2017)
- Dora e la città perduta (Dora and the Lost City of Gold), regia di James Bobin (2019)

### Produttore
- In viaggio con una rock star (Get Him to the Greek) (2010)
- I Muppet (The Muppets), regia di James Bobin (2011)
- The Five-Year Engagement, regia di Nicholas Stoller (2012)
- Muppets 2 - Ricercati (Muppets Most Wanted), regia di James Bobin (2014)
- Cicogne in missione (Storks) (2016)
- The Carmichael Show – serie TV (2015-2017)
- Compagni di università (Friends from College) – serie TV (2017-2019)